# Пиоглитазон
Пиоглитазон — лекарственное средство из класса тиазолидиндионов, приводящее к снижению уровня сахара в крови. Он применяется в терапии сахарного диабета II типа и не рекомендуется при сахарном диабете 1 типа.
Принцип действия пиоглитазона, как и у других тиазолидиндионов — повышение чувствительности тканей к инсулину. Он стимулирует рецепторы PPAR-γ и, в меньшей степени, PPAR-α, что изменяет транскрипцию инсулинчувствительных генов, в результате чего в организме повышается чувствительность к инсулину.
Пиоглитазон был запатентован в 1985 году и получил разрешение на медицинское применение в 1999 году[где?].

## История
Пиоглитазон — третий, созданный для лечения диабета 2-го типа, тиазолидиндион. Первый препарат этого класса, троглитазон, исключён из терапевтической практики из-за его гепатотоксичности, а второй, росиглитазон, применяется в лечении диабета в 2022 году, но не является легкодоступным.

## Применение в медицине
Пиоглитазон является препаратом третьей линии терапии сахарного диабета II типа у взрослых, он применяется для снижения уровня глюкозы в крови в дополнение к соблюдению диеты и регулярным физическим упражнениям. Иногда он используется и во второй линии терапии.

## Эффективность и безопасность
В крупномасштабном исследовании PROactive, включившем 5238 пациентов, не было найдено достоверной пользы пиоглитазона в сравнении с плацебо при оценке влияния лечения на сумму различных неблагоприятных сердечно-сосудистых событий.
В кокрановском обзоре 2006 года авторы сообщают, что опубликованные на тот момент исследования не менее чем 24-недельного применения пиоглитазона у людей с сахарным диабетом 2 типа не предоставили убедительных доказательств преимуществ лечения пиоглитазоном перед другими методами терапии. В обзоре оценивались результаты, ориентированные на пациента: смертность, заболеваемость, затраты и качество жизни.

## Фармакологические свойства

### Механизм действия
Механизм действия пиоглитазона такой же, как и у других тиазолидиндионов. Тиазолидиндионы избирательно стимулируют гамма-рецептор клеточного ядра, активируемый пероксисомным пролифератором (PPAR-γ) и, в меньшей степени, PPAR-α, из-за чего изменяется транскрипция генов, участвующих в контроле метаболизма глюкозы и липидов в мышцах, жировой ткани и печени, и увеличивается продукция белков, участвующих в поглощении глюкозы. В результате в мышечных клетках и в адипоцитах повышается чувствительность к инсулину, и (дополнительно) снижается глюконеогенез в печени, что в итоге приводит к уменьшению концентрации глюкозы и гликированного гемоглобина в крови.
Совсем недавно[когда?] было показано[кем?], что пиоглитазон и другие активные TZD связываются с белком митохондриальной мембраны mitoNEET со сродством, сравнимым со сродством пиоглитазона к PPAR-γ.

### Фармакокинетика
Пиоглитазон принимают перорально. После приёма он быстро всасывается и достигает максимума концентрации в плазме крови через 2–4 часа. Его биодоступность составляет более 99 %, время полувыведения — от 3 до 7 часов. После однократного приёма он сохраняет терапевтическую эффективность в течение 24 часов.
Пиоглитазон метаболизируется в печени цитокинами CYP2C8 and CYP3A4. Активные метаболиты: гидроксильное производное — метаболит II, кетоновое производное —  метаболит III и активное гидроксильное производное — метаболит IV.

### Фармакодинамика
Индукторы CYP2C8 могут снизить концентрацию пиоглитазона, а ингибиторы CYP2C8 — увеличить её. Ассоциированные с гипергликемией агенты (стероиды и другие) могут снизить терапевтический эффект препарата.